# 1969年の宝塚歌劇公演一覧
本項目では、1969年の宝塚歌劇公演一覧（1969ねんのたからづかかげきこうえんいちらん）について示す。

## 宝塚公演

### 花組
- 1月1日 - 1月30日　宝塚大劇場

#### 戦国秘話『風の砦』 10場
- 新人公演：1月14日

スタッフ
- 作・演出：柴田侑宏
- 作曲：寺田瀧雄
- 音楽指揮：野村陽児
- 振付：西川鯉暢、睦千賀
- 装置：渡辺正男
- 衣装：小西松茂、中川菊枝
- 照明：山本重信
- 小道具：生島道正
- 効果：坂上勲
- 録音：松永浩志
- 演出補：大関弘政
- 製作：宮一郎

主な出演（本公演）
- 松倉安房守：沖ゆき子
- 京塚光久：麻鳥千穂
- 由比左馬之助：甲にしき
- お倫の方：近衛真理
- 京塚幸盛：薫邦子
- 義親：郷ちぐさ
- 夕姫：那賀みつる

主な出演（新人公演）
- 志摩美帆
- 薫邦子
- 郷ちぐさ
- 麻月鞠緒
- 瀬戸内美八

#### グランド・ショー『ガールス・オー!ガールス』 20場
- 作・演出：横澤秀雄

### 雪組
- 2月1日 - 2月27日　宝塚大劇場

#### 日本民俗舞踊第11集『祭』 8場
スタッフ
- 取材・構成：宝塚歌劇団日本郷土芸能研究会
- 演出：渡辺武雄
- 振付：渡辺武雄、高木祥次
- 脚本・演出補：川井秀幸
- 音楽：高橋廉、堤五郎、河崎恒夫
- 音楽指揮：溝口尭
- 装置：黒田利邦
- 衣装：小西松茂、中川菊枝
- 照明：棚橋守
- 小道具：生島道正
- 効果：坂上勲
- 音響監督：松永浩志
- 演出助手：太田哲則
- 監修：三隅治雄
- 製作：野田浜之助

主な出演
- 歌う男：真帆志ぶき
- 猿回し：大路三千緒
- 祭りの男：牧美佐緒、亜矢ゆたか、風さやか、汀夏子
- 歌う女：笹潤子

#### 『ハムレット』 20場
作・ウィリアム・シェイクスピアより。
音楽・ショパン、ピアノ協奏曲より。

### 月・雪組
- 3月1日 - 3月25日　宝塚大劇場

#### 『ウェストサイド物語』 2幕15場
ジェローム・ロビンス原案による。

### 星組
- 3月27日 - 4月24日　宝塚大劇場

#### グランド・ミュージカル『シルクロード』 3部36場
- 作・演出：高木史朗

### 花組
- 4月26日 - 5月29日　宝塚大劇場

#### 民謡ミュージカル『鐘つき与七』 7場
スタッフ
- 作・演出：大関弘政
- 作曲：中井光晴、河崎恒夫
- 音楽指揮：野村陽児
- 振付：高木祥次
- 装置：黒田利邦
- 衣装：小西松茂、中川菊枝
- 照明：久保安太郎
- 小道具：生島道正
- 演出補：阿古健
- 製作：宮一郎

主な出演
- 与七：甲にしき
- おさよ：清月輝
- 和尚：桂木ゆたか
- 鶴若：美吉野一也
- 留吉：薫邦子
- 妖魔大王：郷ちぐさ
- 勘太：鈴鹿照子

#### ミュージカル・コメディ『テ・キエロ』-君を愛す- 20場
原作ベナベンテ「Los Interess Creados」より。

### 雪組
- 5月31日 - 7月3日　宝塚大劇場

#### ミュージカル『回転木馬』 2部9場
モルナール・フェレンツ原作。「リリオム」より。

### 月組
- 7月5日 - 8月5日　宝塚大劇場

#### ミュージカル・ロマンス『怒涛の果て』 10場
- 新人公演：7月15日

スタッフ
- 作・演出：菅沼潤
- 作曲：吉崎憲治
- 音楽指揮：野村陽児
- 振付：喜多弘
- 擬斗：市川小金吾
- 装置：石浜日出雄
- 衣装：任田幾英、中川菊枝
- 照明：今井直次
- 小道具：生島道正
- 効果：坂上勲
- 演出助手：岡田敬二
- 製作：小辻糺

主な出演（本公演）
- 蘭城：八汐路まり
- 志佐五郎：古城都
- 渋川貞満：美山しぐれ
- 天竺：岬ありさ
- 八重：千草美景
- 和尚：清はるみ
- 蛸：水はやみ
- 魔王丸：大滝子
- 公卿：榛名由梨
- 海峯：叶八千矛

主な出演（新人公演）
- 榛名由梨
- 砂夜なつみ
- 麻生薫
- 小松美保

#### グランド・ショー『アリア・イン・ジャズ』 24場
- 作・演出：鴨川清作

### 花組
- 8月7日 - 9月2日　宝塚大劇場

#### 宝塚ミュージカル『真夏のクリスマス』 17場
アルベール・ユッケソン・作。『天使たちの料理』より。
- 新人公演：8月15日

スタッフ
- 脚本・演出：植田紳爾
- 作曲：寺田瀧雄
- 編曲：中井光晴
- 音楽指揮：野村陽児
- 振付：岡正躬
- 装置：渡辺正男
- 衣装：静間潮太郎
- 照明：今井直次
- 小道具：生島道正
- 効果：坂上勲
- 演出補：阿古健
- 製作：宮一郎

主な出演（本公演）
- ジョゼフ：麻鳥千穂
- シャルロット：近衛真理
- ジュール：美吉野一也
- アルバード：甲にしき
- ポール：薫邦子
- アルノー：郷ちぐさ
- イザベラ：竹生沙由里
- パロール夫人：淡路通子
- フェリックス：桂木ゆたか

主な出演（新人公演）
- 薫邦子
- 麻月鞠緒
- 郷ちぐさ
- 花園とよみ
- 花里ゆかり
- 但馬久美

#### ミュージカル・ショー『愛の交響詩』 16場
コール・ポーター・メロディより
スタッフ
- 作・演出：小原弘亘
- 音楽：高橋廉、入江薫、吉崎憲治、中川昌
- 音楽指揮：溝口尭
- 歌唱指導：水島早苗
- 振付：岡正躬、喜多弘、山田卓、朱里みさを
- 装置：石浜日出雄、任田幾英
- 照明：今井直次
- 小道具：上田特市
- 効果：村上茂
- 演出補：大関弘政
- 製作：宮一郎

主な出演
- 歌う紳士：麻鳥千穂、甲にしき
- 歌う淑女：近衛真理
- 踊る男：薫邦子
- 踊る女：竹生沙由里
- 歌う蝶：郷ちぐさ
- 歌う花：三井魔乎
- 白い少女：美国亜耶
- 蝶：但馬久美、瀬戸内美八

### 星組
- 9月4日 - 9月30日　宝塚大劇場

#### 宝塚ミュージカル・ロマン『椎葉の夕笛』 13場
- 新人公演：9月13日

スタッフ
- 作・演出：植田紳爾
- 演出：阿古健
- 音楽：入江薫
- 音楽指揮：野村陽児
- 振付：藤間勘十郎
- 装置：渡辺正男
- 衣装：小西松茂、中川菊枝
- 照明：今井直次
- 小道具：上田特市
- 効果：坂上勲
- 演出助手：太田哲則
- 製作：太谷真一

主な出演（本公演）
- 大八郎：上月晃
- 鶴富姫：初風諄
- 帥の尼：瑠璃豊美
- 与一：水代玉藻
- 宰相君：如月美和子
- 義澄：美吉左久子
- 馬春：南原美佐保
- 玉虫：富士ます美

主な出演（新人公演）
- 景千舟
- 五十路まり
- 椿友里
- 神路千鶴
- 衣通月子
- 松あきら
- 常花代

#### グランド・ショー『セ・ラ・ビィ』 17場
- 作・演出：内海重典

### 雪組
- 10月2日 - 10月29日　宝塚大劇場

#### 『能登の恋歌』 10場
スタッフ
- 作・演出：大関弘政
- 作曲：中井光晴、河崎恒夫
- 音楽指揮：野村陽児
- 振付：岡正躬、司このみ
- 装置：黒田利邦
- 衣装：小西松茂、中川菊枝
- 照明：今井直次
- 小道具：生島道正
- 効果：村上茂
- 演出助手：草野旦
- 製作：野田浜之助

主な出演
- 佐太郎：真帆志ぶき
- なんなのおばば：三鷹恵子
- 久兵衛：岸香織
- 伊太郎：牧美佐緒
- シンタ：竹里早代
- 節：大原ますみ
- 留吉：汀夏子

#### ミュージカル・ロマンス『ラブ・パレード』 24場
- 作・演出：白井鐵造

### 月組
- 10月31日 - 11月29日　宝塚大劇場

#### 『纏おけさ』 8場
スタッフ
- 作・演出：柴田侑宏
- 振付：二世西川鯉三郎
- 作曲：寺田瀧雄
- 音楽指揮：野村陽児
- 装置：荒島鶴吉
- 衣装：小西松茂、中川菊枝
- 照明：棚橋守
- 小道具：生島道正
- 効果：村上茂
- 音響監督：松永浩志
- 演出助手：太田哲則
- 製作：小辻糺

主な出演
- 半次：春日野八千代
- お絹：南悠子
- 備前屋：美山しぐれ
- 巳之助：古城都
- 芸者染八：千草美景
- 安造：清はるみ
- 千代：榛名由梨
- お七：小松美保

#### ミュージカル『嵐が丘』 20場
- 脚本・演出：内海重典

### 星組
- 12月2日 - 12月21日　宝塚大劇場

#### 『安寿と厨子王』 13場
- 新人公演：12月20日

スタッフ
- 作・演出：阿古健
- 作曲：高井良純
- 音楽指揮：野村陽児
- 振付：藤間勘誉
- 装置：黒田利邦
- 衣装：小西松茂、中川菊枝
- 照明：黒田利邦、今井直次
- 小道具：生島道正
- 効果：坂上勲
- 録音：松永浩志
- 演出助手：太田哲則
- 製作：太谷真一

主な出演（本公演）
- 安寿：初風諄
- 厨子王：南原美佐保
- 藤原師実：打吹美砂
- 三庄太夫：美吉左久子
- 皐月：瑠璃豊美
- 権太：鳴海潮
- 鬼童丸：水代玉藻
- 白砂姫：富士ます美
- 弥平太：鳳蘭
- 藤原師道：安奈淳

主な出演（新人公演）
- 安奈淳
- 五十路まり
- 神路千鶴
- 松あきら
- 景千舟
- 沢かをり

#### グランド・ショー『タカラヅカ'69』 20場
- 作・演出：岡田敬二

## 東京公演
（）内は、作者または演出者名。

### 星・月組
- 1月2日 - 1月28日　新宿コマ劇場
  - 『7 -セブン-』（高木史朗）
  - 『花の狸御殿』（高木史朗）

月組出演
- 美山しぐれ
- 八汐路まり
- 古城都

### 花組
- 3月4日 - 3月31日　東京宝塚劇場
  - 『メナムに赤い花が散る』（植田紳爾、尾上松緑　演出）
  - 『ハリウッド・ミュージカル』（バディ・ストーン）

特別出演
- 春日野八千代
- 神代錦
- 沖ゆき子
- 黒木ひかる
- 真帆志ぶき

### 雪組
- 4月3日 - 4月27日　東京宝塚劇場
  - 『祭』（郷土芸能研究会　構成、渡辺武雄　演出、川井秀幸　脚本)
  - 『ハムレット』（鴨川清作　脚本・演出）

特別出演
- 神代錦
- 加茂さくら

### 月組
- 5月3日 - 5月28日　新宿コマ劇場
  - 『牛飼い童子』（植田紳爾）
  - 『嵐ヶ丘』（内海重典　脚本・演出）

特別出演
- 打吹美砂

### 星組
- 6月2日 - 6月29日　東京宝塚劇場
  - 『シルクロード』（高木史朗）

特別出演
- 美吉左久子
- 上月晃

### 雪組
- 8月2日 - 9月3日　東京宝塚劇場
  - 『回転木馬』（オスカー・ハマースタインII）

### 月組
- 9月6日 - 9月28日　東京宝塚劇場
  - 『舞三代』（植田紳爾）
  - 『アリア・イン・ジャズ』（鴨川清作）

特別出演
- 天津乙女
- 神代錦
- 梓真弓
- 麻鳥千穂
- 甲にしき

### 花組
- 11月2日 - 11月26日　東京宝塚劇場
  - 『テ・キエロ』（白井鐵造）
  - 『愛の交響曲』（小原弘稔）

特別出演
- 豊みのる

## 宝塚・東京以外の日本公演
（）内は、作者または演出者名。

### 月組
- 1月15日 - 1月28日　島田、鈴鹿、吉原、浜松、石巻、秋田
  - 『百花扇』（鴨川清作）
  - 『レビュー・オブ・タカラヅカ』（鴨川清作）

### 第7回宝塚フェスティバル
- 5月19日・20日　大阪・毎日ホール

### 花組
- 6月4日 - 6月19日　京都、出雲、熊本、本渡、八代、川内、鹿児島
  - 『洛陽に花散れど』（菅沼潤）
  - 『リズム・イン・タカラヅカ』（小原弘稔）

### 星組
- 7月23日 - 7月28日　福岡スポーツセンター
  - 『7 -セブン-』（高木史朗）
  - 『花の狸御殿』（高木史朗）

### 花組
- 10月3日 - 10月12日　名古屋・中日劇場
  - 『ハリウッド・ミュージカル』（バディ・ストーン）
  - 『メナムに赤い花が散る』（植田紳爾）

### 雪組
- 11月9日 - 11月22日　佐賀、宮崎、津久島、本渡、松本、高知
  - 『おてもやん』（大関弘政）
  - 『ラブ・ラブ・ラブ』（鴨川清作）